# VBZ Ce 4/4 (Elefant)
Die Ce 4/4 «Elefanten» (Nr. 1301–1350) waren die ersten vierachsigen Triebwagen der Strassenbahn Zürich mit der Bauartenbezeichnung Ce 4/4 (ab 1956 Be 4/4). Die von den Verkehrsbetrieben Zürich (damals noch Städtische Strassenbahn Zürich) beschafften Einrichtungswagen wurden wegen ihres Gewichts und ihrer hohen Zugkraft unter dem Spitznamen «Elefant» bekannt.

## Überblick
Ende der 1920er Jahre nahm der Berufsverkehr in Zürich immer grössere Ausmasse an, so dass die Städtischen Strassenbahnen Zürich (StStZ) gezwungen waren, leistungsstarke Fahrzeuge zu beschaffen, um auch auf den Bergstrecken Dreiwagenzüge anbieten zu können. Zudem entschied man sich, diese für Zürich erste Einrichtungstriebwagen mit einer einzigen Mitteltür auf der rechten Seite zu beschaffen.
Im Sommer 1929 wurden die ersten beiden Testwagen (301, 302), 1930 dann die erste Serie (303–314) abgeliefert. Gleich im Anschluss wurde in den Jahren 1930 und 1931 die zweite Serie, 1315–1350, beschafft. Die 1931 geplante Nachbestellung von weiteren zehn Stück unterblieb. Im Unterschied zur ersten Serie verfügten diese Wagen bereits ab Werk über eine Druckluftausrüstung mit SLM-Rotationskompressor, während die Wagen der ersten Serie mit Innenbackenbremsen (301, 302), bzw. Klotzbremsen (303–314) abgeliefert wurden. Bis 1931 wurden die Wagen 301–314 mit Druckluftbremsen nachgerüstet. Ebenfalls neu für Zürich war der vom Fahrgastraum vollständig abgetrennte Führerstand, welcher aber erst Mitte der 1950er Jahre mit umklappbaren Sitzen (ähnlich einem Fahrradsattel) ausgerüstet wurde.

## Betrieb
Bis zum Aufkommen der ab 1940 beschafften 65 Ce 4/4 «Kurbeli» und 52 Ce 4/4 «Pedaler» – die sogenannten Schweizer Standardwagen – bildeten die Ce 4/4 „Elefanten“ das Rückgrat des Trambetriebes in Zürich. Die kurze und schwere Bauweise mit schnelllaufenden Motoren und einer auf Kraft ausgelegten Übersetzung – dafür aber betrug die Höchstgeschwindigkeit nur 38 km/h – ermöglichten es, auch auf Bergstrecken mit bis zu 75-Promille Steigung Dreiwagenzüge von 50 t mit 25 km/h zu führen.
In der Regel wurden die Motorwagen mit ein bis zwei zweiachsigen Beiwagen eingesetzt. Bevorzugt wurden die Beiwagen aus der Serie 597 – 626 aus den Jahren 1925 und 1926 angehängt, welche mit 6,8 t über eine Tonne mehr wogen als die später gebauten zweiachsigen Anhängewagen. In den Kriegs- und Nachkriegsjahren waren auch Vierwagenzüge mit drei zweiachsigen Beiwagen auf flacheren Strecken im Einsatz. Gegen Ende der sechziger Jahre mit der Beschaffung der Be 4/6 «Mirage» und der Umstellung auf kondukteurlosen Betrieb wurden die Ce 4/4 «Elefanten» bis 1972 ausgemustert und deren Fahrleistung zumeist von den Ce 4/4 «Kurbeli» übernommen.

## Verbleib der Fahrzeuge
Während von der ersten Serie alle Motorwagen abgebrochen wurden, blieben von der zweiten Serie einige Fahrzeuge erhalten und sind heute noch als historische Fahrzeuge (Nr. 1321 – wieder als 321 beschriftet – und Nr. 1350) oder Spezialfahrzeuge (Nr. 1330 Partytram) für Anlässe mietbar und für Sonderfahrten oder auf der Museumslinie 21 im Einsatz.

## Galerie

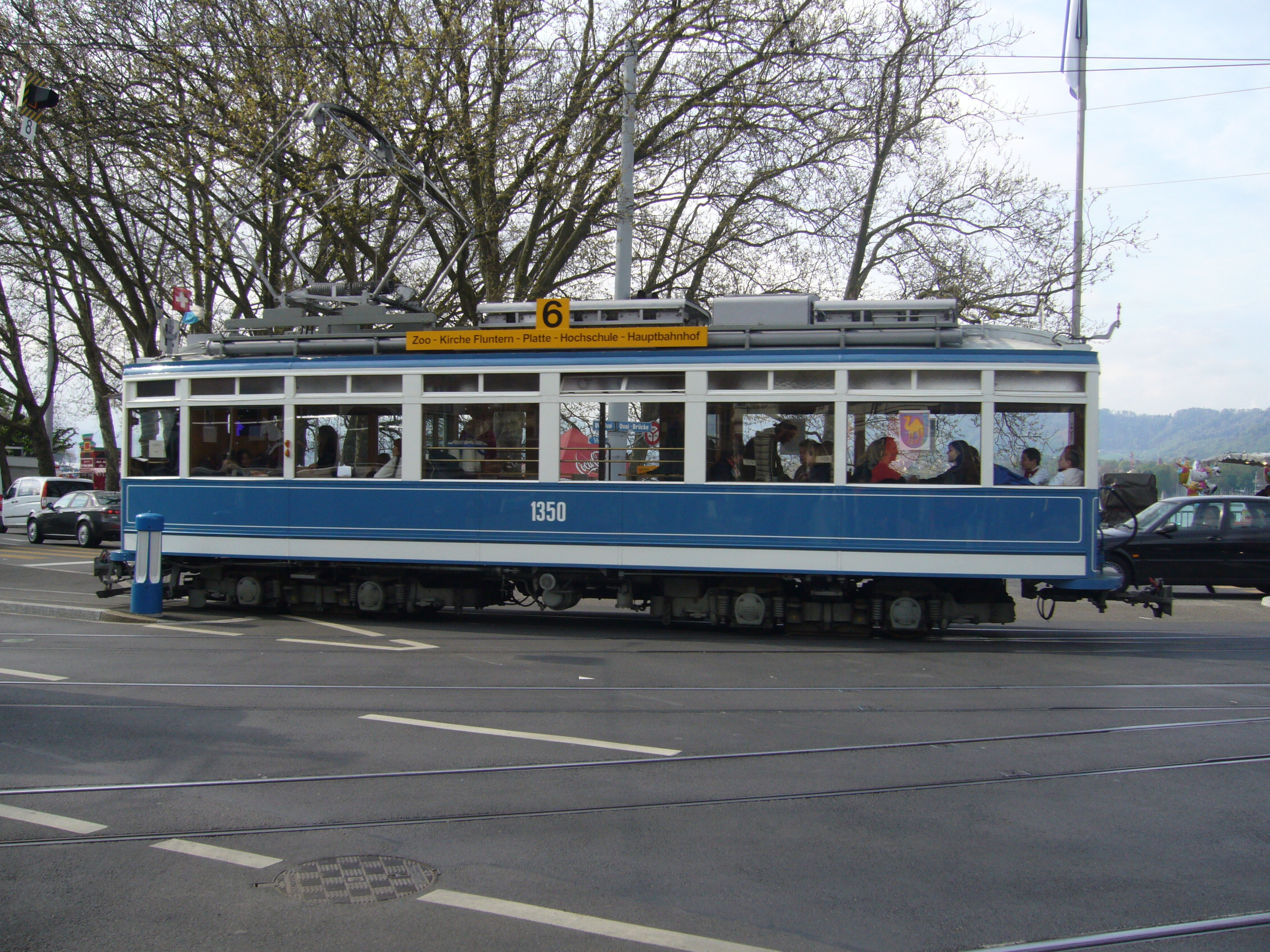
Historischer Motorwagen Nr. 1350
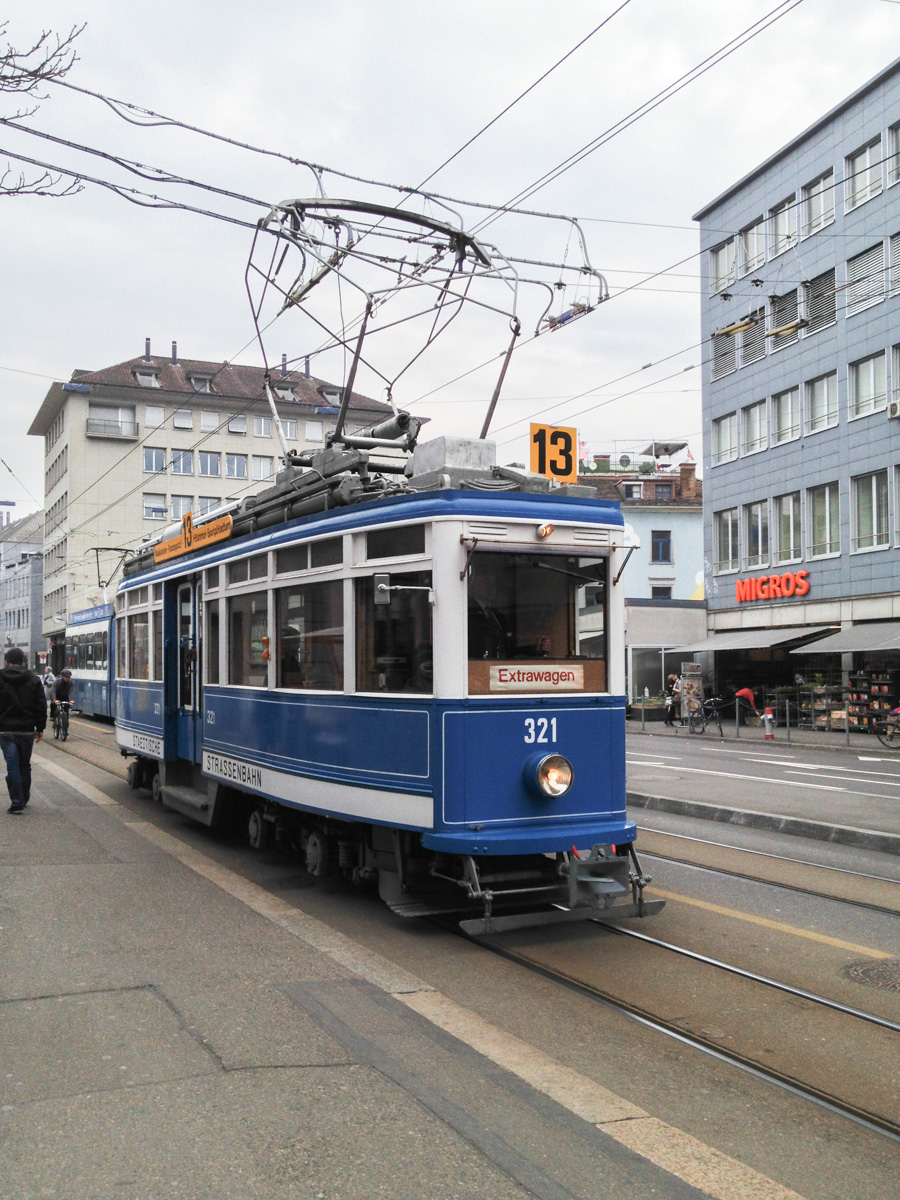
Historischer Motorwagen Nr. 1321, mit alter Nummer Nr. 321 hergerichtet
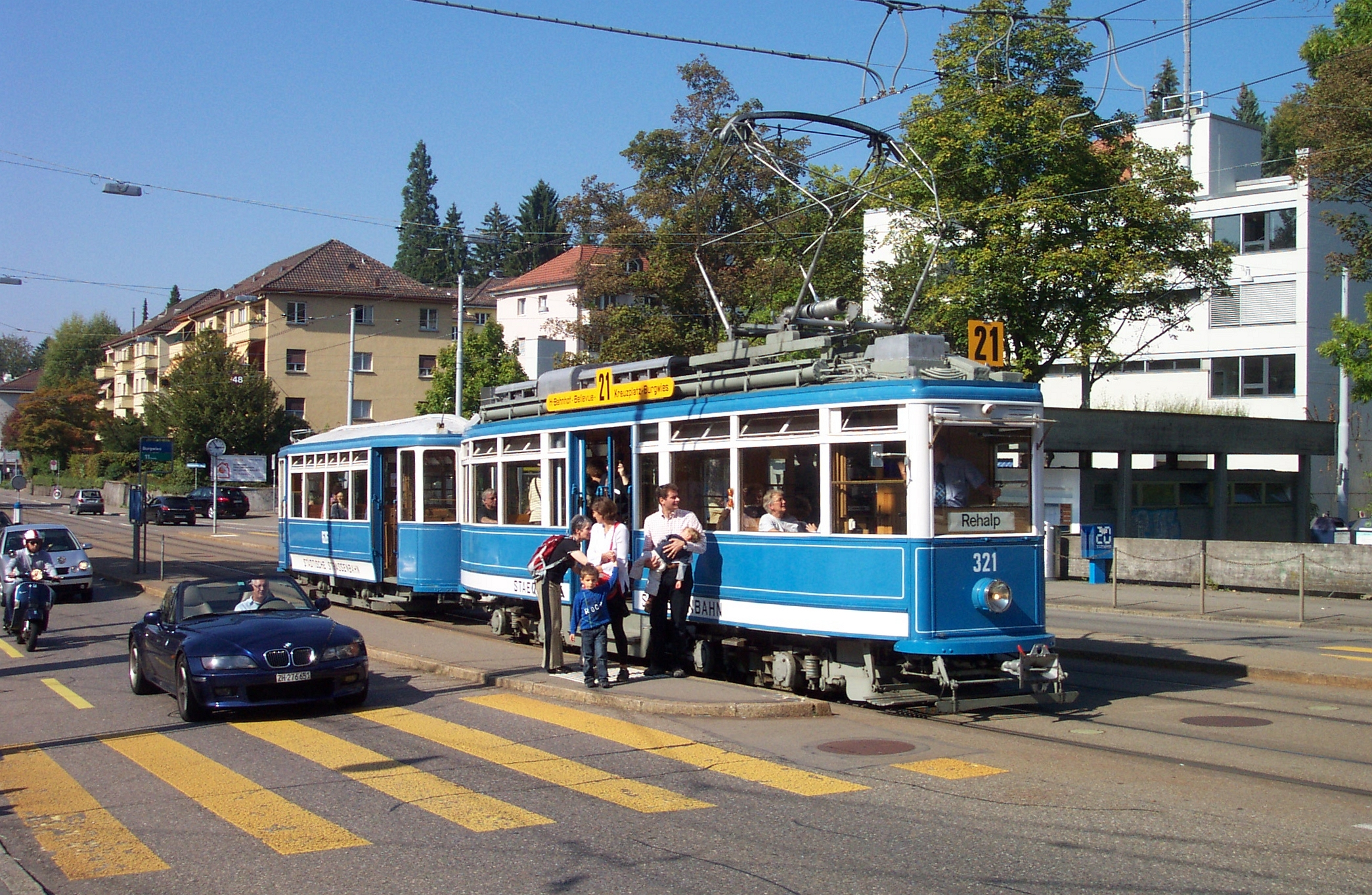
Historischer Motorwagen Nr. 321 (Nr. 1321) mit Anhänger
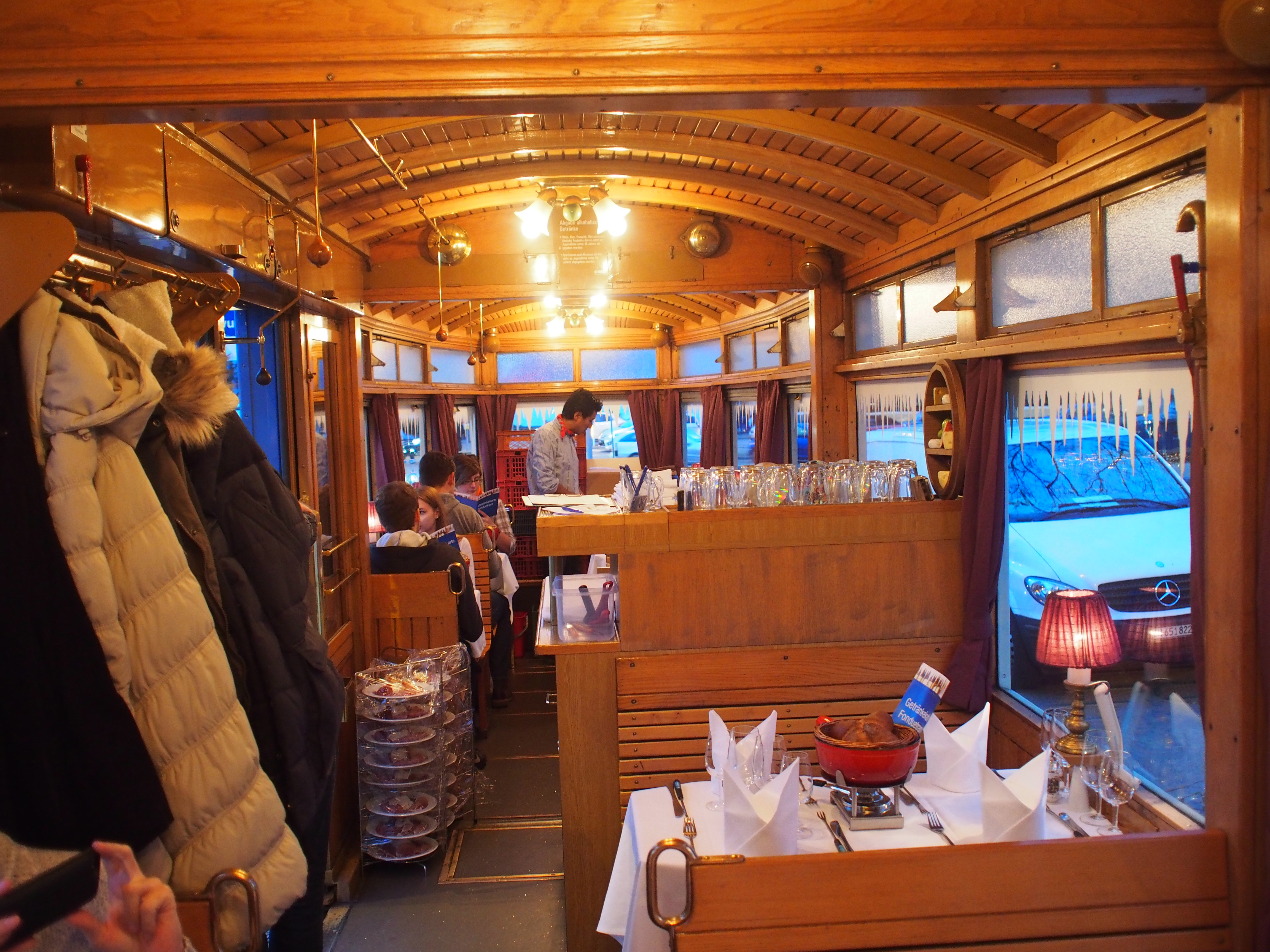
Innenraum Partytram Nr. 1330